# チェロ協奏曲 (エルガー)
チェロ協奏曲ホ短調作品85は、エドワード・エルガーが1918年に作曲したチェロ協奏曲。

## 作曲の経緯

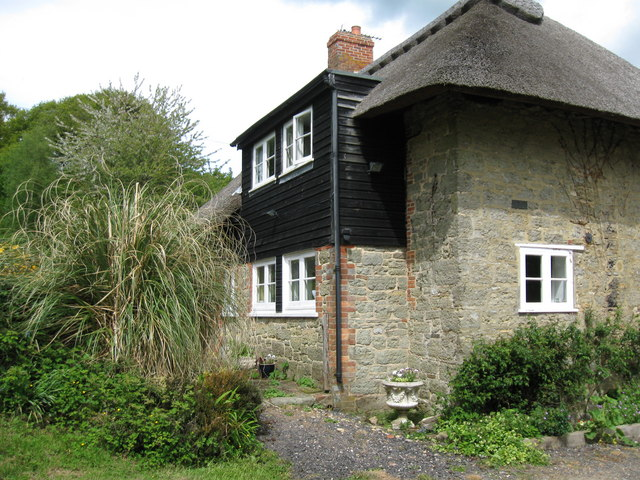
作曲場所となったサセックスの山荘

エルガーは1918年3月に第1楽章の9/8拍子の部分の主題となる旋律の原形と呼べる部分を書き付けている。そのころエルガーは病床にあって、その状況下で書かれたとの記述も残されている。その後、手術後の経過や第一次世界大戦などで精神的な打撃を受け、しばらくの間作曲に専念することが出来なかった。そのような事情があり、この主題はしばらくの間放置されていた。
同年5月にサセックスの山荘で再び筆が執られたものの、先にヴァイオリンソナタ、弦楽四重奏曲、ピアノ五重奏曲の作曲およびそれらの初演が優先され、チェロ協奏曲はより念入りに構想を温めることとなる。本格的に作曲が再開されたのは6月中からで、8月8日には完成された楽譜がロンドンへ送付された記録が残されている。また、同時期に初演のソリストとなるフェリックス・サルモンドがエルガーのもとを訪れ、試演や初演、エルガー自身の指揮でソリストとして演奏する段取りが決定された。
初演は翌年10月27日に、ロンドンのクウィーンズ・ホールにおいてサルモンドを独奏者に迎え、エルガー自身の指揮するロンドン交響楽団によって行われた。しかし同オーケストラの指揮者であったアルバート・コーツの初めての演奏会も兼ねており、コーツはゲネプロの時間をほとんど使い切ってしまったために、エルガーのための時間がほとんど割かれず、結果として初演は芳しくなかった。その後、ビアトリス・ハリスンの独奏による再演が成功し（エルガーはレコーディングにもハリスンを起用している）、今日ではチェロ協奏曲の代表作の一つとなっている。特にジャクリーヌ・デュ・プレは盛んに演奏しレコーディングも行っており、彼女が本作を世に知らしめた功績は大きい。
初演後の1920年に妻キャロライン・アリスと死別した後、エルガーは創作意欲を失うが、1923年以降は作曲活動を再開している。劇音楽『アーサー王』や『セヴァーン川組曲』といった比較的規模の大きい作品も残しているが、再起後は作曲よりも演奏家としての活動に重きを置くようになり、レコーディングを活発に行うようになった。
編成は典型的な2管編成ではあるものの、同じような編成であるドヴォルザークのチェロ協奏曲とは対照的に、比較的簡潔な素材とシンプルなオーケストレーションが特徴的であり、各々の楽章は短く凝縮されている。第2楽章にはスピッカートを多用するなど実験的な要素も見受けられる。

## 編成
独奏チェロ、フルート2（第2奏者は第4楽章において任意でピッコロ持ち替え）、オーボエ2、クラリネット（A管）2、ファゴット2、ホルン4（F管）、トランペット2（C管）、トロンボーン3、チューバ（任意）、ティンパニ、弦五部

## 曲の構成
協奏曲では珍しい4楽章構成を採るが、前半の2つの楽章は連結されているので、実質的には3楽章構成とも見なせる。緩－急－緩－急の構成を採り、第2楽章がスケルツォ楽章に相当する。全曲の演奏時間は30分前後。
第1楽章 Adagio - Moderato　4分の4拍子 → 8分の9拍子　ホ短調

譜例1
自由なソナタ形式。冒頭の独奏チェロによる、重音を多用するホ短調の悲劇的なカデンツァ（譜例1）で幕を開ける、チェロ協奏曲としては珍しい開始である。このカデンツァは全楽章を支配する重要な要素であり、循環主題のような役割も果たす。主要主題はこのカデンツァから導き出され、展開される。冒頭のカデンツァ及び主題はエルガーが病床にいたことを色濃く反映していると言えよう。
没年の1934年に病床にあったエルガーは、8分の9拍子の中心主題（譜例2）を友人に口笛で聞かせ、「僕が死んだ後に、もしモールヴァーン丘陵を歩いているときこの旋律が聞こえたなら、怖がらなくていいよ。それはきっと僕なんだから」と語ったという。

譜例2
第2楽章 Lento - Allegro molto　4分の4拍子　ト長調
第1楽章の冒頭のカデンツァ和音が独奏チェロによってピッチカートで奏され、第2楽章が幕を開ける。独奏チェロはほとんどの部分において、非常に速いスピッカートを奏でる。第1・第2楽章はアタッカで連結されているので、この楽章の終結は第1楽章の終わりを兼ねている。
第3楽章 Adagio　8分の3拍子　変ロ長調
悲観的な雰囲気が支配するこの曲には珍しい、伝統的な歌曲形式を持ったアダージョ。しかし、前楽章の悲愴感をぬぐえないでいる。
第4楽章 Allegro - Moderato - Allegro, ma non troppo　4分の2拍子　ホ短調
それまでの楽章の要素を統合するフィナーレで、2部形式の非常にコントラストが映える楽章。前半はロンド形式のような構成になっており、軽快な主題が支配する。後半では速度を落とし、終盤では第3楽章の主題も再現される。ごく短いコーダは第1楽章の冒頭部分の再現から始まり、ロンドの主要主題とホ短調の終止和音で激烈に終わる。

## 受容
おそらく本作品の最も人気のある演奏は、必ずしも楽譜に忠実とはいえないものの、ジャクリーヌ・デュ・プレによるものであろう。デュ・プレは1961年に本作を、ジョン・バルビローリ指揮のロンドン交響楽団と演奏して、国際的な名声を獲得した。1965年にも同じコンビで演奏を行なっている。なお、バルビローリは1919年の初演に、ロンドン交響楽団のチェロ奏者の一人として参加していた。
J・B・プリーストリーは、1948年の戯曲『菩提樹』において、ヒロインの象徴として本作品を取り上げている。また映画『奇跡のシンフォニー』には、主人公の母がこの作品を演奏するシーンがある。